# بوب رووي (مغني)
بوب رووي (بالإنجليزية: Bob Rowe)‏ هو مغني أمريكي، ولد في 21 سبتمبر 1954.